# Слуцкий, Дов-Бер Айзикович
Бер А́йзикович Слу́цкий (идиш דובֿ-בער סלוצקי ‎‎ — Дойв-Бер Слуцкий; 26 июня 1877, Городище, Черкасский уезд, Киевская губерния, Российская империя — 1955, Александровский централ, Иркутская область, СССР) — еврейский советский писатель, переводчик, журналист, лексикограф и филолог. Писал на идише и иврите.

## Биография
Родился 26 июня 1877 года в зажиточной семье Айзика Слуцкого в деревне вблизи местечка Городище Черкасского уезда Киевской губернии. В детстве учился в хедере, затем занимался самообразованием. Рано заинтересовался современной литературой. В молодом возрасте переехал в Одессу, где познакомился с поэтом Хаимом-Нахманом Бяликом, который посоветовал ему печататься на иврите. В молодости был близок к сионистскому движению, но в политических организациях не состоял. Дебютировал в 1903 году в издании «Луах Ахиасаф», где опубликовал очерк «Лифней  хa-саар»  («Перед  грозой»).
В 1905 году Слуцкий году опубликовал своё первое произведение на идише в петербургской газете «Дер  фрайнд» («Друг»). Нашумевшее произведение под названием «Идиш!», напечатанное в форме письма в редакцию, стало программным и оказало значительное влияние на основание системы школьного образования на родном языке ашкеназских евреев.
Перейдя на «маме-лошн» (родной язык), публиковал на идише рассказы, фельетоны, статьи в газетах «Фолкс-штимэ», «Хайнт», «Дер фрайнд». Жил и работал в Одессе, Киеве, Вильне и Варшаве. После Октябрьской революции 1917 года сотрудничал с варшавской ежедневной газетой «Ди найе цайт» («Новое  время»), киевских «Ди комунистише  фон» («Коммунистическое знамя»), «Дер штерн» («Звезда»), московской «Дер эмес» («Правда»), и рядом других. Писал материалы под псевдонимом Б. Маринский и отправлял их из Киева в нью-йоркскую газету «Фрайхайт» («Свобода») и аргентинскую «Ди пресэ».
Дов-Бер Слуцкий известен в том числе как учёный-филолог. В 1919 году в киевском педагогическом журнале «Шул ун лебн» опубликовал статью о еврейской терминологии ремонта часов. Вслед за этим последовали публикации: «Дер лексикон фун менер-шнайдерай» («Лексикон шитья мужской одежды», журнал «Цайтшрифт», Минск, 1926–28), «Идише бадхоним-шойшпилер» («Еврейские бадхены-актёры», там же, 1926), «Лексикон фун политише ун фремдвертер» («Лексикон политических терминов и иноязычных заимствований», Киев, «Култур-лиге», 1929). В словаре Б. Слуцкий отразил либеральные подходы к политическим процессам и институтам, существовавшим в первой половине 1920-х годов. Статьи  «Бунд»,  «Троцкий» и другие  «написаны с советских позиций, но без политической обостренности».
В 1930 году стал научным сотрудником филологической секции Института еврейской пролетарской культуры. Помимо работы над словарём идиша активно занимался переводами. Переводил на идиш прозу европейских, русских и ивритских писателей. Являлся автор первого перевода «Анны Карениной» Л. Н. Толстого и целого ряда других произведений.
В годы Великой Отечественной войны в эвакуации в Узбекистане и Казахстане. Находясь в Алма-Ате, писал корреспонденции в газету «Эйникайт» о положении эвакуированных евреев, продолжал трудиться над историческим романом о восстании Бар-Кохбы «Фар эрд, фар фрайхайт» («За землю, за волю»). В 1946 году по приглашению группы литераторов Дальнего Востока приехал в Еврейскую автономную область. Заведовал еврейским отдела областного краеведческого музея.  Как знаток идиша и штатный переводчик областного радиокомитета, выступал в эфире, печатался в «Биробиджанер штерн».
Арестован по обвинению в еврейском буржуазном национализме 29 августа 1949 года по «Биробиджанскому делу» . Осужден 31 мая 1950 года Особым совещанием при МГБ СССР по ст.ст. 58-10 ч. 2, 58-11 УК РСФСР на 10 лет ИТЛ. Умер в 1955 году в больнице Александровского централа. Реабилитирован 14 сентября 1956 года за отсутствием состава преступления.

## Семья
Жена – Доба Давидовна Нусинсон (Нусинзон, 1895—1941), библиограф, сотрудник Института еврейской пролетарской культуры; приёмная дочь – Мина Самуиловна Кантор-Гулько (род. 1930), инженер-радиотехник, старший научный сотрудник Всесоюзного научно-исследовательского института токов высокой частоты.

## Основные произведения
- Ами Мордхе, Д. Б. Слуцкий. Файвл дер гройсер ун Файвл дер клейнер. Нью-Йорк, Макс Н. Майзель, 1918. — 34 c.
- Белая Коза / с французского Д. Б. Слуцкий. —  Киев: «Киевер ферлаг», 1919. – 14 с.
- Бреннер И. Х. Арум а пинтеле («Вокруг точки»). — Берлин: Идишер литиратуришер ферлаг, 1923. – 203 c.
- Лексикон политических и иностранных слов и выражений / Составитель Б. Слуцкий; Редакторы И. Либерберг и Г. Казакевич. — Киев: Кооперативное издательство «Култур-лига», 1929. — 1005 с.
- Слуцкий Б. Аф риштованьес («На строительных лесах»). — Киев: Центр-фарлаг, 1931. — 245 c.
- Орланд Г., Слуцкий Б. Вос гевен ун вос геворн («Что было и что стало»: сборник). —  Киев: Мэлухе-фарлаг фар ди нацминдэрhайтн ин УССР, 1937 – 216 c.
- Слуцкий Б. Слуцкий Б. Фунем виснт амол: ан эмэсэ майсэ («Из проклятого прошлого: Правдивая история»). — «Дер Штерн», 11.06.1938.
- Слуцкий Б. Фар эрэ, фар фрайхайт («За честь, за свободу») //  «Советиш геймланд», №8-12 ( август-сентябрь), 1991.